# 洛克人X 指令任務
《洛克人X 指令任務》是日本卡普空公司製作並於2004年7月29日發行的電子角色扮演遊戲，遊戲平台為PlayStation 2和任天堂GameCube。本作是洛克人X系列遊戲的外傳故事，X系列大部分都是動作遊戲，而本作是該系列第一款、也是目前唯一一款角色扮演遊戲。

## 系統

遊戲中的戰鬥畫面。左下角是3個玩家角色的生命值，右下角是所有角色的行動順序(自左而右)。該圖中所有玩家角色正在進行「終極突擊」，3名角色正於時間限制內給予敵人總攻擊

《洛克人X指令任務》為角色扮演遊戲（簡稱RPG），玩家須操作玩家角色在遊戲舞台中探索、與非玩家角色（簡稱NPC）交流、收集各類物品、與敵人戰鬥等方式推動故事進行，若打敗最終頭目即可觀賞結局。
如同一般的RPG遊戲，玩家在打敗敵人時會得到金錢、道具及經驗值。遊戲中的金錢可與非玩家角色購買各類裝備及道具，以強化玩家角色。玩家角色若累積足夠的經驗值就能提升角色等級能力。《指令任務》中的玩家角色共有7位，玩家在戰鬥時可選擇其中最多3名角色進行戰鬥。每個角色都有獨特的武器及特殊能力，玩家角色在戰鬥中可以使用「強化模式」（Hyper Mode）或「觸發攻擊」（Action Trigger），使用強化模式後角色的外型會發生變化、提升其能力或能使用特殊的武器，但有回合限制；觸發攻擊則是類似該名角色必殺技的攻擊方式，需要在戰鬥中滿足一定條件才能使用。在戰鬥中若滿足條件，可發動讓3名玩家角色同時攻擊敵人的「終極突擊」。
RPG遊戲的戰鬥系統通常採回合制，輪到某個玩家角色或敵人時、該角色就能進行一次動作，並持續輪流直到戰鬥結束。《指令任務》的回合制稱為「X指令」（X Order），每個角色的行動順序是依其敏捷能力的高低和事先輸入的指令來決定，可能造成一名角色連續行動的結果。X指令的「X」是「Cross」的意思，在遊戲畫面中，會顯示角色生命值的縱軸和其行動能力的橫軸，這亦是本作名稱的由來之一。
「能量金屬」是《指令任務》遊戲中的獨特裝備。在劇情設定中，此金屬能強化機器人性能、但裝備過度會降低其能力或失控。在系統上，此種金屬可作為玩家角色的裝備，有提升角色能力、增加戰鬥後得到戰利品的數量或其他效果。但每個金屬都有「侵蝕值」的設定，若超過一定數量則會對角色造成不利效果。7名角色能裝備的數量和「抵抗值」亦有不同。在遊戲中，玩家也可收集材料及配方以製作特定的能量金屬。
在遊戲中，玩家可能在遊戲關卡找到倒地不起的敵方機器人，可收集並派遣他們出去尋找特定物品。玩家無法操控這些被派遣的機器人，只能知道其結果。結果會是以機器人的能力和關卡而定，能得到的物品可能是遊戲角色的模型、遊戲的音樂、劇情影片、原畫設定之類。玩家可在特定房間觀賞這類收藏。
《指令任務》有PlayStation 2和GameCube兩種版本，前者若滿足特定條件，就能玩《洛克人X8》的體驗版；後者則可連接Game Boy Advance，使用其畫面收集硬幣，並兌換該版本限定的角色模型。GameCube版的遇敵頻率較高，遊戲運行得更流暢，畫面也較清晰。

## 劇情
本作是洛克人X系列遊戲的其中一作，X系列設定為西元21XX年的地球，故事中的人類製作出具有人類一般的思考及情感功能的「思考型機器人」（Repliroid）。由於思考型機器人可能因為各種原因犯罪，人類成立了一個名為「非正規獵人」（Irregular Hunter）的虛構組織，組織成員大部分是思考型機器人，致力於取締被命名為「非正規」（Irregular）的犯罪思考型機器人。X系列即是玩家操作主角艾克斯及其同伴，對抗因各種原因作亂的機器人們，試圖恢復和平的遊戲系列。
《指令任務》設定為西元22XX年，地球的居民在隕石中、發現了一種名為「能量金屬」（Force Metal）的虛構物質。這種金屬能夠強化思考型機器人的性能，但裝備過度反而會造成機體負擔。為了方便管理，聯邦政府設立了名為「巨人島」（Gigantis）的人工島嶼，該金屬的採掘由島嶼居民負責。但島上一名叫伊普西隆的思考型機器人率眾佔領了島嶼並宣布獨立，聯邦政府於是派遣艾克斯等人潛入巨人島，協助反抗軍對抗伊普西隆。

## 角色

### 主要角色
艾克斯（X，聲優：櫻井孝宏）
本作主角，有著藍色裝甲及紅色圍巾的男性機器人。設定上是X系列的虛構世界觀中第一位能自由思考的機器人，被評價為「擁有無限的可能性和危險性」。是非正規獵人的成員之一，在過去X系列的故事中數次阻止機器人大規模叛亂、恢復世界和平，在本作中被其他角色視為傳說人物，極受巨人島反抗軍成員信賴。個性溫柔、有正義感。在以往的作品中，因愛好和平、厭惡紛爭的個性而常煩惱各類問題。但在本作中，製作團隊將他設定成沒有煩惱、會積極帶領夥伴的英雄型角色。
本作中和其他作品相比造型差異極大，在本作中的通常型態為「潛入用裝甲」（設計圖中曾暫稱為艾克斯改）。製作組之所以改變造型是考量到原本的單調配色會導致在舞台中行動時變得不顯眼。
武器是將手部變形成炮狀，並射出能量子彈攻擊。觸發攻擊為可調節其火力的砲擊。玩家在戰鬥畫面以外、都是以他的視角探索遊戲舞台或和其他角色對話，能夠在遊戲舞台中衝刺移動並破壞特定障礙物。
傑洛（Zero，聲優：置鮎龍太郎）
有著紅色裝甲及金色長髮的男性機器人。原本是威利博士為了破壞艾克斯而製作出來，但因事故失去記憶而成為艾克斯的同事及好友。與艾克斯在以往的作品中數次恢復世界和平，也被其他角色視為傳奇。平時性格冷靜，但也有行事粗魯和因故憤怒的一面。在故事一開始與艾克斯、暗影一同潛入巨人島，因被暗影偷襲而與艾克斯失散。隔一段時間會合後，對艾克斯和艾克賽爾以外的同伴極不信任，決定獨自行動。直到史派德替他擋住敵人攻擊才釋懷並加入團隊。
武器是光劍。觸發攻擊為輸入特定指令後的各類武技。在本作的玩家角色中，與艾克斯是唯二擁有能飛行的強化模式。
艾克賽爾（Axl，聲優：高山南）
有著黑色裝甲及橘色長髮的男性機器人。過往經歷不明，在《X7》及《X8》中與艾克斯和傑洛一同阻止非正規品叛亂，在本作中與另外兩人一同被稱為S級獵人，被視為非正規獵人中的菁英，不過並沒有像兩人一樣隸屬於聯邦政府。擁有取得其他機器人的資料後、變身成對方外型並能使用其技能的特殊能力。在本作中能夠隱形。個性天真爛漫，但對非正規品有殘酷的一面。由於聽說在巨人島有和自己一樣變身能力的機器人出沒，為了調查而潛入島上，並偶然和艾克斯等人會合。
武器是各類槍械。觸發攻擊為輸入特定指令後能變身成玩家曾經打倒的頭目、並使用特定的必殺技。
史派德／立迪普司上校（Spider／Colonel Redips，聲優：神奈延年（史派德）、田中亮一（立迪普司上校））
軍人外型的男性機器人。聯邦政府軍極東司令部的司令官，亦是派遣艾克斯等人前往巨人島執行任務的指揮官。具有與艾克賽爾類似的變身能力，但是在故事最終章前沒有透漏給別人知道。為了潛入島上並與艾克斯等人一同行動而變成牛仔外型的男性機器人史派德，自稱是賞金獵人。在基米亞拉採礦場假裝自我犧牲後奪取飛彈內的超能量金屬。在詐死後仍在基坎提斯暗中活動。因解放軍提供的獎金而襲擊艾克斯，後來看到自己朋友艾爾的ID在艾克斯身上，為達成朋友遺志而幫助艾克斯。個性有點輕浮，也有重視夥伴的一面，曾捨身幫傑洛抵擋暗影攻擊。在安申塔斯被打敗而試圖引爆基地時，史派德抓住他並使用自爆的方式破壞閘門讓夥伴能夠逃脫。
變身成史派德期間的武器是將撲克牌當飛鏢使用。觸發攻擊為梭哈，效果依牌的種類而定。
之後出現在艾克斯面前，現出原形。立迪普司上校為在任務期間數次與艾克斯通訊營造自身在基地的假象，實際上在艾克斯等人打敗伊普西隆後，以原本身分取得伊普西隆的超能量金屬。之後派遣艦隊襲擊中央塔，並宣布艾克斯等人的通緝令，目的是以超能量金屬令自身進化為「神」，因超能量金屬的力量而陷入瘋狂。武器是西洋劍外型的雙槍，亦能召喚護衛機器人。裝備超能量金屬後，變成有四隻手的巨大怪獸型機器人，除了是一位唯一一個會永久脫隊的玩家角色外，同時是本遊戲的最終頭目。
麥西摩（Massimo，聲優：川津泰彥）
有著綠色裝甲的男性機器人，體型是玩家角色中最大的。最初自稱是被稱為「鋼鐵的麥西摩」的解放軍英雄，並加入艾克斯等人。實際上是「鋼鐵的麥西摩」的徒弟，過去由於祟拜著真正的麥西摩而前往拜師，在師傅被打敗後，繼承其裝甲及名號。個性有些膽怯、神經質，不擅長應付瑪莉諾。但對於繼承師傅的名號、讓巨人島恢復和平等事物相當重視。對於自己被託付的裝甲及名號，以及因為師傅的死去一度感到迷惘，在艾克斯等人的鼓勵下決心延續「鋼鐵的麥西摩」的戰鬥。
武器是長柄的斧、槍、槌等。觸發攻擊是聚集能量後發出的衝擊波。
瑪莉諾（Marino，聲優：鈴木麻里子）
綠髮、忍者外型的女性機器人。熱衷開發新科技、從事盜取新技術的盜賊活動。為了盜取「能量金屬合成裝置」（Force Metal Energy）而潛入高迪爾研究所，被賽克博士擊敗，為了救回被賽克博士抓走的席娜蒙而加入艾克斯的陣營。講話很毒舌、喜歡獨來獨往，但很重視夥伴及自己的原則。戰鬥中達成特定條件能偷取敵人身上的物品。
武器是將光束匕首當飛鏢使用。觸發攻擊是吃角子老虎機，隨結果不同有各種效果。
席娜蒙（Cinnamon，聲優：野中藍）
金髮、護士外型的女性機器人。製作者是高迪爾博士，胸部裝有「能量金屬合成裝置」，因此被賽克博士綁架。被艾克斯等人救出後加入反抗軍。個性單純、溫柔、缺乏常識。手部能變換成各種工具並有修理機器人的機能。也能替反抗軍合成能量金屬。
武器是甩敵人巴掌，或將手換成鑽頭、槌子等工具。觸發攻擊是恢復同伴的生命值。

### 反抗軍
亞爾長官（聲優：堀秀行）
中年男子外型的男性機器人，肩上有一隻鸚鵡機器人。原本是巨人島的總督長官，伊普西隆反派後，因不願協助他們而被軟禁，後被艾克斯等人救出。以反抗軍的領導者身分帶領巨人島居民對抗伊普西隆，深受部下信賴。擅長行政事務，沒有任何武裝。最後被立迪普司派來的軍艦炸死。
奈奈（Nana，聲優：神田朱未）
粉紅色短髮，胸口有「77」標示的女性機器人。被解放軍關在海底收容所的拘束具中。後被艾克斯等人救出。擔任通訊員及文書工作，遊戲中將艾克斯等人傳送至各個地點、匯報訊息、處理派遣事務的人都是她。
高迪爾博士（Dr.Gaudill，聲優：龍田直樹）
鴨嘴獸外型的男性機器人，研究能量金屬的專家，席娜蒙和能量金屬合成裝置的製作者。討厭紛爭，不願能量金屬合成裝置被用做軍事用途而將其秘密藏在席娜蒙身上。在艾克斯等人救出席娜蒙後加入反抗軍。個性頑固，很關心席娜蒙。
艾爾（Aile）
下半身是浮游裝置（原因是出了事情導致下半身被毀），上半身是青年的男性機器人，相信艾克斯能救出亞爾長官並恢復巨人島的和平。將自己的ID託付給艾克斯，助其能在中央塔自由行動。為了替艾克斯斷後自保身亡。設定上是亞爾長官的養子。
史派德自稱是他的朋友，本遊戲的劇本負責人池原實對此表示：「請大家自由發揮想像力。」可能兩人真是舊識、也可能是史派德說謊，或這兩人都是立迪普司的偽裝。
鋼鐵的麥西摩（Steel Massimo）
被反抗軍視為英雄的男性機器人，從事對抗解放軍的工作，被銀色號角打敗後被關在海底收容所，將自身裝甲和名號託付給自己的徒弟後死去。
在劇情動畫中是已失去下半身，雙手損毀，且被剝下全身外裝的狀態。依照遊戲中的設定畫，原本的外型是與徒弟麥西摩裝甲相同（不過頭部的形狀不同，而且多了尾巴）的龍人形機器人。所使用的武器是巨大的光束軍刀。

### 解放軍
伊普西隆（Epsilon，聲優：堀之紀）
外型巨大、有著紅色裝甲、穿黑斗篷的男性機器人，解放軍的領導者，原本是負責巨人島警備的軍人機器人，認為思考型機器人可以不依附人類，獨立並進化而帶領同伴反叛。深受部下信賴，帶領著巨人島大部分的軍事機器人短時間內控制整個島嶼。認為艾克斯和傑洛都是優秀的思考型機器人，曾邀請兩人加入解放軍。試圖發射裝有能量比一般能量金屬高達萬倍的「超能量金屬」（Super Force Metal）的飛彈，期望藉由引爆其能量使全球思考型機器人能進化。自己身上亦裝備另一顆超能量金屬，但決定獨立是憑自己的意志、而非因能量金屬導致異常。武器是各類能量波。
刀疤臉（Scarface，聲優：增谷康紀）
青髮、黃色裝甲，帶著黑色面具的男性機器人。伊普西隆的心腹，對其忠心耿耿。曾認為反抗軍奪走了裝在飛彈上的超能量金屬，帶領同伴襲擊反抗軍基地。最後為保護伊普西隆而死。武器是巨大的雙頭電子長槍。其實是比伊普西隆早製作出來的同型機，也就是伊普西隆的哥哥，他的面具下有著和弟弟一模一樣的面孔。
費拉姆（Ferrum，聲優：小山裕香）
粉紅色裝甲，背後有鳥翼造型的女性機器人。伊普西隆的心腹，夥伴意識和自尊相當高，亦有攻擊陷入流沙的敵人的一面。在同伴及立迪普司死亡後，於太空站抱著超能量金屬墜落大氣層後死亡。武器為電磁鞭。
波羅克（Bollock，聲優：鹽屋浩三）
綠色裝甲，外型圓滾的男性機器人，以前曾經是聲樂家。伊普西隆的心腹，但個性脫線、忠誠心也不高。為了將飛彈中的完整超能量金屬占為己有，攻擊費拉姆並奪取其鑰匙，但被詐死的史派德殺害。武器是音波攻擊，也能召喚護衛機器人、有飛行能力。有著「喲～呵呵呵呵」的特殊笑聲。
狂野叢林（Wild Jungle，聲優：增谷康紀）
山貓外型的男性機器人，佔領原為巨人島行政中心的中央塔、並負責看守被囚禁的亞爾長官，使用帶電的爪子攻擊敵人，口頭禪是「喵」。
銀色號角（Silver Horned，聲優：鄉里大輔）
紅色裝甲、巨大三角龍外型的男性機器人，佔領提亞納海底收容所。能操控水流或使用砲擊攻擊敵人。個性殘酷，曾將真正的「鋼鐵的麥西摩」施虐使其支離破碎，也曾用腳踩在奈奈背上，並且對麥西摩冷潮熱諷
賽克博士（Dr. Psyche，聲優：鹽屋浩三）
白色裝甲的男性人型機器人。原本和高迪爾博士是同事，兩人皆認同對方能力，但因理念不合而不歡而散。伊普西隆叛變後，賽克博士曾潛入高迪爾博士的研究所試圖令他交出能量金屬合成裝置，後來綁架擁有該裝置的席娜蒙。能招換針筒狀的小型飛彈裝置，被打敗後將頭部安裝在巨大的鸚鵡螺型機械身上、有飛行能力，並能發射各種武器。
馬赫紳士（Mach Gentler，聲優：高塚正也）
有燕子頭部的男性人型機器人，言行舉止有如紳士一般。佔領烏魯法特工廠生產作為解放軍士兵的一般機器人，使用火焰攻擊敵人、有飛行能力。
安申塔斯（Ancientus，聲優：鄉里大輔）
外型像埃及法老王、又像阿修羅般有三頭六臂的男性機器人。佔領基米亞拉採礦場，被艾克斯等人打敗後封鎖並啟動採礦場的自爆裝置，最後被史派德抓住引爆以破壞閘門。能操控雷、火、水三種屬性。

### 非正規獵人
暗影（Shadow，聲優：高塚正也）
右肩上有砲台、左手是武士刀外型的光劍的男性機器人。最初與艾克斯、傑洛一同以非正規獵人的身分到巨人島，但背叛同伴加入解放軍。再次登場時身上裝備著微量的超能量金屬，個性也變得自負。
深海龍騎兵（Depth Dragoon）
上半身是海馬騎士外型，下半身是巨大粗鳍魚外型的男性機器人。極東司令部的非正規獵人，相信艾克斯等人是「非正規」，並對傳說中的艾克斯的實力感興趣。裝備槍及盾，能操控電流、有飛行能力。

## 開發
本作與卡普空另一款遊戲《Breath of Fire: Dragon Quarter》是同一個製作團隊。竹中善則曾表示：「最花時間的部分是提升全體品質，一開始決定的企劃案幾乎全被推翻。」艾克斯在本作地圖上能夠衝刺，原本有讓他能跳躍或開炮的提案，但因為本作的定位是角色扮演遊戲，為了讓不擅長動作遊戲的玩家也能享受樂趣而作罷。原本有打算設計一共999層的迷宮，因為可能讓玩家厭煩而作罷。在製作劇本的部分，很注重兼顧創新以及不讓角色性格與以往的作品差異過大，避免引起玩家反感。有些頭目原本在主線故事會出現、後來改成隱藏頭目。
X指令系統是為了將動作遊戲的節奏感融入到角色扮演遊戲，讓戰鬥過程更順暢而設計，靈感來源是來自《打地鼠》。能量金屬的設定原本僅是劇本部分提出，後來在系統方面也有設計，池原實的想法是：「追求更好的性能不是不好，但太貪心就會有問題」，以此兼顧劇情和系統設計。強化模式方面，外川有吾認為：「角色變身之後有戲劇性的強化是常識」，因此將強化模式方面刻意設定得很強。終極突擊則是因為本作同伴共有七人，有戰隊的感覺，外川有吾認為：「戰隊型故事最後都是大家一起使用必殺打倒敵人」，因此有現在的設計。
本作的主題曲為《情熱セツナ》，由日本藝人安倍麻美演唱。

## 評價
- 《Fami通》雜誌給本作32分[g]，評價該遊戲的兩種版本，沒有太大差異。[6]
- RPGFan（英语：RPGFan）網站認為本作劇情貧弱、頭目有以前作品的影子，因此難以融入遊戲中的世界。戰鬥系統創新、令人感覺良好。角色「觸發攻擊」的設定令人覺得有趣。圖像和劇情動畫也設計得很好，但關卡靜態且無趣、類似的敵人小兵角色太多。該網站認為此作的音樂及音效是最大的缺點，角色的美版配音不適合、且背景音樂及角色產生的音效會互相干擾。[12]
- GameSpy網站評價本作雖然比不上《Breath of Fire: Dragon Quarter》，但不是糟糕的遊戲。此網站認為該作角色除了艾克斯和傑洛以外都不夠有趣，且配音不好。遊戲的圖形風格令人喜歡，但關卡背景部分單調且過於類似。劇情方面，將故事分為多個章節是好主意，但發展有些過於線性。戰鬥系統設計得不錯。[13]
- RPGamer網站評價本作的圖形豐富多彩、戰鬥令人印象深刻，似乎是不錯的角色扮演遊戲。[7]
- IGN網站評價本作的角色設計多樣化，令人覺得有趣。劇情線性不夠開放，同伴加入過於直接。X指令是不錯的設計，強化模式和終極突擊是該網站編輯最喜歡的部分，這些設計讓本作的戰鬥系統顯得不錯。而故事過短、選單和控制指令可再加強，遊戲的挑戰性不高也是一個缺點。並認為GameCube的版本較佳。[14]
- GameSpot網站評價本作戰鬥系統流暢多樣，遇敵頻率高，故事線性設計，整體花15個小時就可過關。遊戲的卡通動畫及角色設計也很不錯，GameCube版本的畫面較清爽。遊戲的音效豐富。[15]

整體來說，本作被評價為「戰鬥系統多樣且創新，故事可再加強。整體是有一些缺點，但值得嘗試的遊戲。」而GameCube版的評價比PlayStation 2版較高。

## 註解
1. ↑  例如艾克斯可能在一次戰鬥中能先敵人行動數次，比方說使用道具、強化模式、進行攻擊共行動3個回合後，才輪到敵人的回合，反之亦然。
2. ↑  根據《ロックマンX大全書》第10頁，同樣設定為22XX年的洛克人傑洛系列是傑洛在X6結局、選擇沉眠後的故事。
3. ↑  例如為人類與思考型機器人的共存煩惱、為一些角色的死亡悲傷、擔心自己將來可能會變成「非正規」等。甚至在《X7》中，曾因厭惡不斷的爭鬥而退出獵人組織。
4. ↑  類似《星際大戰》中絕地武士的武器。
5. ↑  奈奈的名字日文就是「77」。
6. ↑  即引起電子頭腦異常而試圖獨立。
7. ↑  《Fami通》的滿分為40分。

## 外部連結
- 洛克人X 指令任務官方網站（互联网档案馆）